# Julefrokosten (film fra 2009)
 For alternative betydninger, se Julefrokosten. (Se også artikler, som begynder med Julefrokosten)
Julefrokosten er en dansk komediefilm instrueret af instruktøren bag Blå Mænd Rasmus Heide. Forfatterne er Thomas Glud og instruktør Rasmus Heide. Filmen fortsætter den komiske stil fra Heides tidligere film Blå Mænd og flere af skuespillerne går også igen, bl.a. Mick Øgendahl, Søren Malling og Thure Lindhardt. Filmen har premiere i de danske biografer den 6. november 2009. Næsten et år senere den 5. november 2010 blev filmen udgivet på DVD og Blu-ray.

## Synopsis
Den årlige julefrokost hos autoværkstedet Holgers Auto står for døren, og alle i det hyggelige værksted glæder sig gevaldigt. Det gælder også den nyansatte værkfører Anders Bo, der efter de første ti snaps ikke kan lade være med at falde for alle de skøre og skæve eksistenser; ikke mindst Holgers datter Amalie, der bliver skarpt bevogtet af den retarderede og hårdtslående fejedreng Buller. Traditionen tro går julefrokosten fuldstændig amok, alle smider deres hæmninger, og hverdagens små stridigheder blusser for alvor op. Det viser sig også, at Anders Bo ikke kun er med til julefrokosten for at feste med sine nye kolleger, han har en skjult dagsorden, der pludselig sætter hans popularitet hos sine nye venner og nyfundne kærlighed til Amalie på spil. Og når promillen har taget over, kan det kun gå galt.

## Medvirkende
- Thure Lindhardt som Frans
- Helena Christensen som Karen
- Kim Bodnia som Buller
- Ghita Nørby som Gerda
- Anders W. Berthelsen som Fimse
- Julie Ølgaard som Amalie
- Baard Owe som Gunnar
- Søren Malling som Torben
- Janus Dissing Rathke som Allan
- Martin Brygmann som Patrick
- Anne-Grethe Bjarup Riis som Stella
- Dick Kaysø som Holger
- Mick Øgendahl som Nico Holm
- Kurt Ravn som Johannes
- Thomas Voss som Anders Bo
- Camille-Cathrine Rommedahl som Bolina
- Kristian Ibler som Advokat
- Sebastian Jessen som Allans Stemme
- Florian Fastina som reklamestemmen for Mastodont Biler.

## Fodnoter
1. ↑  Julefrokosten på Medierådet for Børn og Unge. Hentet 3. december, 2014
2. ↑  Info om filmen fra Filmz.dk Hentet 4. august 2009